# 陳薏
陳薏（1977年8月27日—），本名邵姿菱，台灣女演員女配音員，參與多部戲劇與單元劇演出，多部戲劇臺語配音。

## 影視作品
| 年 份  | 頻 道      | 劇 名                                        | 角 色                |
|        | 中視       | 香蕉新樂園 (電視劇)                          |                      |
|        | 中視       | 濟公                                         |                      |
|        | 台視       | 台灣變色龍                                   |                      |
|        | 台視       | 法中情                                       |                      |
|        | 台視       | 新法中情                                     |                      |
|        | 客家電視   | 老嫩大細                                     |                      |
|        | 大愛電視   | 白衣青春記事                                 |                      |
|        | 大愛電視   | 大地之子                                     |                      |
|        | 大愛電視   | 生命圓舞曲                                   |                      |
|        | 公視       | 再見忠貞二村                                 |                      |
|        | 公視       | 我的這一班                                   |                      |
|        | 華視       | 這三個女人                                   |                      |
|        | 緯來電視   | 電視電影-殭屍保鑣                            |                      |
|        | 廈門衛視   | 歡天喜地2                                    | 顏如玉               |
|        | 台視       | 藍色蜘蛛網 - 鳳山雙姝戀                      | 顏如雪               |
|        | 台視       | 藍色蜘蛛網 - 南港秋娘怨                      | 陳秋娘               |
|        | 台視       | 藍色蜘蛛網 - 中和蓮花謎                      | 翁燕如               |
|        | 台視       | 玫瑰瞳鈴眼 - 要命的女人                      | 李明美               |
|        | 台視       | 玫瑰瞳鈴眼 - 捉姦計中計                      | 葉如霜               |
|        | 台視       | 玫瑰瞳鈴眼 - 十二色女之謎情草藥女            | 王佩如               |
|        | 台視       | 玫瑰瞳鈴眼 - 墮落聖女                        | 如星                 |
|        | 台視       | 玫瑰瞳鈴眼 - 釋迦的春天                      | 李小真               |
|        | 台視       | 玫瑰瞳鈴眼 - 斯得哥爾摩之戀                  | 小燦                 |
|        | 台視       | 玫瑰瞳鈴眼 - 母親的秘密                      | 游美子               |
|        | 台視       | 玫瑰瞳鈴眼 - 愛上我吧!                       | 楊一靜               |
|        | 台視       | 玫瑰瞳鈴眼 - 心魔                            | 黃海倫               |
|        | 台視       | 玫瑰瞳鈴眼 - 美女的真相                      | 江琳                 |
|        | 台視       | 玫瑰瞳鈴眼 - 妻子的罪愛                      | 高美馨               |
|        | 民視       | 大輪迴 - 玫瑰香包                            | 朱環                 |
|        | 民視       | 大輪迴 - 假包公真夜審                        | 陳秀惠               |
|        | 民視       | 大輪迴 - 一口會說話的甕                      | 賴碧玉               |
|        | 民視       | 大輪迴 - 鏡子裡的留聲機                      | 嘉鳳                 |
|        | 民視       | 大輪迴 - 深夜出現的唇印                      | 陳鳳珍               |
|        | 民視       | 人間走馬燈 - 朱門魅影                        | 楊慧如               |
|        | 民視       | 台灣奇案 - 學甲-唐山大兄                     | 吳秀娟               |
|        | 民視       | 台灣奇案 - 心想事成                          | 方秀蕙               |
|        | 民視       | 台灣奇案 - 諸羅山埤麻下恨世生                | 吳明慧               |
|        | 民視       | 台灣奇案 - 錫口九指囝仔                      | 明燕                 |
|        | 民視       | 台灣奇案 - 諸羅山人算不如天算                | 油炸鬼、周金枝       |
|        | 民視       | 台灣奇案 - 豐原葫蘆墩生死簿                  | 賴秀枝               |
|        | 民視       | 台灣奇案 - 枋寮鴛鴦夢                        | 秋萍                 |
|        | 民視       | 台灣奇案 - 半線媽祖火、半線日月精英          | 廖玉蓮               |
|        | 民視       | 台灣奇案 - 虎尾鱸鰻                          | 江秋緣               |
|        | 民視       | 台灣奇案 - 海豐堡三絕命                      | 陳玉蓉               |
|        | 民視       | 台灣奇案 - 大南澳媽祖柴、大南澳立媽          | 劉莉卿               |
|        | 民視       | 台灣奇案 - 竹南大媽祖、竹南後厝萬尊媽祖      | 廖寶惜               |
|        | 民視       | 藍色水玲瓏 - 催命媳婦                        | 陳蜜真               |
|        | 民視       | 藍色水玲瓏 - 我的阿嫂我的某                  | 陳月鳳               |
|        | 民視       | 藍色水玲瓏 - 阿母的龍穴                      | 王碧玉               |
|        | 民視       | 藍色水玲瓏 - 鬥法夫妻                        | 春美                 |
|        | 民視       | 藍色水玲瓏 - 陰陽無界                        | 小青                 |
|        | 民視       | 藍色水玲瓏 - 水夜叉                          | 蔡春紅               |
|        | 民視       | 藍色水玲瓏 - 髮咒                            | 楊明月               |
|        | 民視       | 藍色水玲瓏 - 紙新娘                          | 陳秀玉               |
|        | 民視       | 藍色水玲瓏 - 會說話的骷髏頭                  | 陳秀秀               |
|        | 民視       | 藍色水玲瓏 - 鬼吻                            | 蔡秋霞、馬姑娘、雪子 |
|        | 民視       | 藍色水玲瓏 - 驚婚記                          | 白鳳                 |
|        | 民視       | 藍色水玲瓏 - 阿母的祕密                      | 寶珠                 |
|        | 民視       | 藍色水玲瓏 - 血桔子                          | 雪鵑                 |
|        | 民視       | 藍色水玲瓏 - 回陽女牽魂                      | 劉雪兒               |
|        | 民視       | 藍色水玲瓏 - 鬼投胎                          | 阿金                 |
|        | 民視       | 藍色水玲瓏 - 陰間駙馬                        | 楊美女               |
|        | 民視       | 藍色水玲瓏 - 白髮魔女                        | 陳美秀、王白雪       |
|        | 民視       | 藍色水玲瓏 - 蜘蛛靈                          | 柳鶯鶯               |
|        | 民視       | 藍色水玲瓏 - 血竹子                          | 葉永詠               |
|        | 民視       | 藍色水玲瓏 - 向來生借命                      | 馨心                 |
|        | 台視       | 紫色蔓陀蘿 - 追魂榔頭手                      | 許靜                 |
| 1998年 | 八大綜合台 | 少年檔案 - 少女輪暴事件                      | 小珍                 |
|        | 八大綜合台 | 少年檔案 - 女公關火燒男子事件                |                      |
|        | 八大綜合台 | 少年檔案 - 林小蕙集體虐殺事件                | 小蘭                 |
|        | 八大綜合台 | 少年檔案                                     | 小寒                 |
|        | 八大綜合台 | 少年檔案 - 少女情殺事件                      | 小玲                 |
|        | 八大綜合台 | 少年檔案 - 少年圍毆義警事件                  | 小惠                 |
| 1998年 | 八大綜藝台 | 八大推理劇場 - 期末考殺人事件                | 邵文琦               |
| 1998年 | 八大綜藝台 | 八大推理劇場 - 偷窺者目擊殺人事件            | 李月苓               |
| 1998年 | 華視       | 台灣靈異事件 - 靈異家族                      | 侯麗萍               |
| 2000年 | 八大戲劇台 | 鬼屋傳奇 - 民生東路自殺大廈                  | 佳羽                 |
| 2002年 | 八大第一台 | 第一劇場 - 細姨命                            | 陳春玉               |
| 2002年 | 八大第一台 | 第一劇場 - 三合院的秘密                      | 月女                 |
| 2002年 | 八大第一台 | 第一劇場 - 冥婚                              | 鳳萍                 |
| 2003年 | 三立台灣台 | 戲說台灣 - 一見發財                          | 李玉環               |
| 2003年 | 八大第一台 | 第一劇場 - 感情債                            | 劉秀琴               |
| 2003年 | 八大第一台 | 第一劇場 - 還君明珠                          | 崔惠茹               |
| 2003年 | 三立台灣台 | 戲說台灣 - 美人梳妝穴                        | 紫霞                 |
| 2003年 | 民視       | 新玫瑰瞳鈴眼 - 一百分家庭                    | 小琪                 |
| 2003年 | 八大第一台 | 第一劇場 - 驚魂計                            | 阿月                 |
| 2003年 | 三立台灣台 | 戲說台灣 - 生死簿                            | 林秋月               |
| 2004年 | 三立台灣台 | 戲說台灣 - 金牌萬歲萬萬歲                    | 鳳凰                 |
| 2004年 | 八大第一台 | 第一劇場 - 幽魂人間                          | 秀玲                 |
| 2004年 | 民視       | 新玫瑰瞳鈴眼 - 烈燄狂花                      | 陳雪花               |
| 2004年 | 八大第一台 | 第一劇場 - 鬼新娘                            | 鄧慧萍               |
| 2004年 | 民視       | 新玫瑰瞳鈴眼 - 泣血紅顏                      | 美子                 |
| 2004年 | 民視       | 新玫瑰瞳鈴眼 - 你是我永遠的愛                | 張怡儒               |
| 2004年 | 八大第一台 | 第一劇場 - 鬼囝娶親                          | 美珠                 |
| 2005年 | 民視       | 紅色女人花 - 落跑新娘                        | 甄玉玫               |
| 2005年 | 八大第一台 | 第一劇場 - 鬼面具                            | 淑娟                 |
| 2005年 | 三立台灣台 | 戲說台灣 - 三漁王廟                          | 秀蓮                 |
| 2005年 | 三立台灣台 | 戲說台灣 - 鐵甲元帥                          | 金玉萍               |
| 2005年 | 八大第一台 | 第一劇場 - 奪命煞                            | 彩鳳                 |
| 2005年 | 八大第一台 | 第一劇場 - 咒懺                              | 林月娘               |
| 2005年 | 八大第一台 | 第一劇場 - 還魂記                            | 邱雲英               |
| 2005年 | 三立台灣台 | 戲說台灣 - 無頭轎洗奇冤                      | 賴心蓮               |
| 2005年 | 八大第一台 | 第一劇場 - 鬼井                              | 麗萍                 |
| 2005年 | 八大第一台 | 第一劇場 - 幽魂客棧                          | 黃素梅               |
| 2005年 | 八大第一台 | 第一劇場 - 鬼尪仔                            | 許秀純               |
| 2006年 | 三立台灣台 | 戲說台灣 - 轉輪王審奇冤                      | 阿月、阿霞           |
| 2006年 | 台視       | 蝴蝶密碼 - 紅色生死戀                        | 劉月華               |
| 2006年 | 八大第一台 | 第一劇場 - 鬼嫁女                            | 李秋月               |
| 2006年 | 八大第一台 | 第一劇場 - 冤鬼路                            | 蘇玉玲               |
| 2006年 | 台視       | 蝴蝶密碼 - 殺意的迷霧                        | 美娟                 |
| 2006年 | 三立台灣台 | 戲說台灣 - 關公斬                            | 麗君、玉芳           |
| 2006年 | 台視       | 蝴蝶密碼 - 蝶變真相                          | 陳美玲               |
| 2006年 | 台視       | 蝴蝶密碼 - 不一樣的媽媽                      | 莊珮媃               |
| 2006年 | 八大第一台 | 第一劇場 - 羅剎鬼母                          | 賴鳳娟               |
| 2006年 | 八大第一台 | 第一劇場 - 紅塵怨                            | 飄紅                 |
| 2006年 | 八大第一台 | 第一劇場 - 鳳釵魂                            | 劉月嬌               |
| 2006年 | 民視       | 關鍵時刻 (民視) - 致命第三情                 | 李心如               |
| 2006年 | 台視       | 蝴蝶密碼 - 鬼手印                            | 王梅嬌               |
| 2006年 | 民視       | 關鍵時刻 (民視) - 毒蠍女人心                 | 何佩珊               |
| 2006年 | 八大第一台 | 第一劇場 - 無命花                            | 美花                 |
| 2006年 | 台視       | 蝴蝶密碼 - 見鬼了                            | 高芊雅               |
| 2006年 | 民視       | 關鍵時刻 (民視) - 致命誘惑                   | 林心怡               |
| 2006年 | 台視       | 蝴蝶密碼 - 時光魔盒                          | 葉惠真               |
| 2006年 | 八大第一台 | 第一劇場 - 鬼客人                            | 李玫瑰               |
| 2006年 | 台視       | 蝴蝶密碼 - 遺忘的記憶                        | 宜欣                 |
| 2006年 | 八大第一台 | 第一劇場 - 鬼姬                              | 趙金枝               |
| 2006年 | 民視       | 關鍵時刻 (民視) - 再見我的愛                 | 林美慧               |
| 2006年 | 八大第一台 | 第一劇場 - 人鬼共謀                          | 何麗娟               |
| 2006年 | 八大第一台 | 第一劇場 - 鬼鼓情人                          | 王雪蓮               |
| 2006年 | 八大第一台 | 第一劇場 - 蓋頭鬼                            | 林美雪               |
| 2007年 | 民視       | 藍色水玲瓏 - 陰陽不了情                      | 淑君                 |
| 2007年 | 民視       | 藍色水玲瓏 - 銷魂鬼笛                        | 張曉玉               |
| 2007年 | 民視       | 藍色水玲瓏 - 斷頭公路                        | 陳艷秋               |
| 2007年 | 民視       | 藍色水玲瓏 - 當舖有鬼之白紗魅影              | 羅蕙敏               |
| 2007年 | 民視       | 藍色水玲瓏 - 魚鱗鬼上身                      | 愛芳                 |
| 2007年 | 八大第一台 | 第一劇場 - 怪胎                              | 阿妹                 |
| 2007年 | 八大第一台 | 第一劇場 - 獅虎迎春                          | 方玉                 |
| 2007年 | 八大第一台 | 第一劇場 - 死亡陰陽愛                        | 林秀婷               |
| 2007年 | 八大第一台 | 第一劇場 - 邪女恨                            | 梁慧雯               |
| 2007年 | 八大第一台 | 第一劇場 - 鬼纏身                            | 廖麗卿               |
| 2007年 | 八大第一台 | 第一劇場 - 蟾蜍咒                            | 邱靜月               |
| 2007年 | 八大第一台 | 第一劇場 - 小鬼回春                          | 李阿玉               |
| 2007年 | 八大第一台 | 第一劇場 - 驚魂生死戀                        | 林秀麗               |
| 2007年 | 八大第一台 | 第一劇場 - 陰魂入夢                          | 李秀鵑               |
| 2007年 | 八大第一台 | 第一劇場 - 鬼童謠                            | 王美蓮               |
| 2008年 | 八大第一台 | 第一劇場 - 陰間照相館                        | 黃粉鳥               |
| 2008年 | 八大第一台 | 第一劇場 - 鬼妻情                            | 彩霞                 |
| 2008年 | 八大第一台 | 第一劇場 - 陽火                              | 謝素貞               |
| 2008年 | 八大第一台 | 第一劇場 - 鬼剪                              | 陳惠美               |
| 2008年 | 三立台灣台 | 戲說台灣 - 陳靖姑渡血劫                      | 陳月娥               |
| 2008年 | 八大第一台 | 第一劇場 - 鬼刻師                            | 劉素梅               |
| 2008年 | 八大第一台 | 第一劇場 - 鬼床                              | 陳素華               |
| 2008年 | 三立台灣台 | 戲說台灣 - 紅毛仔撞妖                        | 阿娟                 |
| 2008年 | 八大第一台 | 第一劇場 - 鬼煙                              | 高玉玲               |
| 2008年 | 八大第一台 | 第一劇場 - 奪妻情                            | 蔡家珍               |
| 2008年 | 八大第一台 | 第一劇場 - 三寸命鬥無常                      | 阿秀                 |
| 2008年 | 三立台灣台 | 戲說台灣 - 五毒囝仔神                        | 吳美玲               |
| 2008年 | 八大第一台 | 第一劇場 - 鬼磨石                            | 蘇婉婷               |
| 2008年 | 八大第一台 | 第一劇場 - 冤鬼回陽                          | 詹翠花               |
| 2008年 | 八大第一台 | 第一劇場 - 步步驚魂                          | 林慧娘               |
| 2009年 | 八大第一台 | 第一劇場 - 胭脂魂                            | 苗美芬               |
| 2009年 | 八大第一台 | 第一劇場 - 怨靈毛女                          | 祝美麗               |
| 2009年 | 八大第一台 | 第一劇場 - 燈籠鬼                            | 陳素萍               |
| 2009年 | 八大第一台 | 第一劇場 - 大宅奇譚                          | 何天雪               |
| 2009年 | 八大第一台 | 第一劇場 - 鬼上身                            | 林月娥               |
| 2009年 | 八大第一台 | 第一劇場 - 剃頭鬼                            | 劉阿秀               |
| 2009年 | 八大第一台 | 第一劇場 - 賭婆拼賭鬼                        | 阿花                 |
| 2009年 | 八大第一台 | 第一劇場 - 情恨殺機                          | 汪玉梅               |
| 2009年 | 八大第一台 | 第一劇場 - 鬼降                              | 李來香               |
| 2009年 | 三立台灣台 | 戲說台灣 - 田中夫妻樹                        | 美月、阿菊           |
| 2009年 | 八大第一台 | 第一劇場 - 女鬼復仇                          | 月娘                 |
| 2009年 | 八大第一台 | 第一劇場 - 幽冥客棧                          | 媽媽桑               |
| 2009年 | 八大第一台 | 第一劇場 - 奪春樹                            | 陳小紅               |
| 2009年 | 八大第一台 | 第一劇場 - 撿骨師劉三                        | 呂金珠               |
| 2010年 | 八大第一台 | 第一劇場 - 蓋奶母教子                        | 高如意               |
| 2010年 | 八大第一台 | 第一劇場 - 亡魂淚                            | 林小惠               |
| 2010年 | 大愛電視   | 大愛劇場 無毒有我 - 逆子                     |                      |
| 2010年 | 八大第一台 | 第一劇場 - 風流煞                            | 謝如意               |
| 2010年 | 八大第一台 | 第一劇場 - 借陰財轉大運                      | 小芳                 |
| 2010年 | 八大第一台 | 第一劇場 - 鬼某娶尪                          | 張鈺婷               |
| 2010年 | 八大第一台 | 第一劇場 - 鬼影                              | 辜雪鳳               |
| 2010年 | 八大第一台 | 第一劇場 - 鬼店                              | 王彩茹               |
| 2010年 | 八大第一台 | 第一劇場 - 姊妹魂                            | 春花                 |
| 2010年 | 八大第一台 | 第一劇場 - 離魂記                            | 陳小紅               |
| 2010年 | 八大第一台 | 第一劇場 - 陰門奇緣                          | 劉小雨               |
| 2010年 | 八大第一台 | 第一劇場 - 奪命鬼關                          | 李美雪               |
| 2011年 | 八大第一台 | 第一劇場 - 鬼敲門                            | 秀敏                 |
| 2011年 | 八大第一台 | 第一劇場 - 死某阿桃                          | 阿妹仔               |
| 2011年 | 三立台灣台 | 戲說台灣 - 阿鼻地獄                          | 蓮香                 |
| 2011年 | 八大第一台 | 第一劇場 - 鬼厝通冥府                        | 彭雪勤               |
| 2011年 | 大愛電視   | 美味人生                                     | 春美                 |
| 2011年 | 三立台灣台 | 戲說台灣 - 王爺公收部將                      | 老鼠精               |
| 2011年 | 三立台灣台 | 戲說台灣 - 天公點狀元                        | 劉鳳凰               |
| 2011年 | 八大第一台 | 第一劇場 - 死亡請帖                          | 林阿竹               |
| 2011年 | 八大第一台 | 第一劇場 - 白天鬼敲門                        | 賈靜芬               |
| 2012年 | 八大第一台 | 第一劇場 - 三鬼鬧陽間                        | 愛哭                 |
| 2012年 | 八大第一台 | 第一劇場 - 少爺撞鬼                          | 阿珠                 |
| 2012年 | 八大第一台 | 第一劇場 - 賊星撞鬼                          | 陳桂花               |
| 2013年 | 三立台灣台 | 戲說台灣 - 諸羅文財神 第四單元:一枝草 一點露 | 劉彩霞               |
| 2014年 | 三立台灣台 | 戲說台灣 - 雄牛鬥崁穴                        | 林玉虹               |
| 2014年 | 八大第一台 | 民間劇場 - 仙鶴報恩                          | 丁清秀               |
| 2014年 | 八大第一台 | 民間劇場 - 雷電風雨情                        | 張秋玉               |
| 2014年 | 八大第一台 | 民間劇場 - 千里紅線姻緣路                    | 牡丹                 |
| 2014年 | 八大第一台 | 民間劇場 - 狐仙相約來世情                    | 胡玲瓏               |
| 2014年 | 八大第一台 | 民間劇場 - 愛妳生生世世                      | 白鳳音               |
| 2014年 | 八大第一台 | 民間劇場 - 羅漢腳生子                        | 潘玉英               |
| 2016年 | 大愛電視   | 我家的方程式                                 | 淑媛舅媽             |
| 2017年 | 三立台灣台 | 戲說台灣 - 美人鱸鰻精                        | 水靈                 |
| 2017年 | 大愛電視   | 我綿一家人                                   | 束緣                 |
| 2019年 | 華視       | 華視金選劇場 - 重聚                          | 蘇律師               |
| 2022年 | 民視       | 台灣傳奇 - 定財金                            | 王牡丹               |
| 2022年 | 民視       | 台灣傳奇 - 上帝與上帝公                      | 秋月                 |
| 2022年 | 民視       | 台灣傳奇 - 蛇的眼淚                          | 洪麗玉               |
| 2022年 | 民視       | 台灣傳奇 - 荷花怨                            | 廖明珠               |
| 2023年 | 民視       | 台灣傳奇 - 再見阿溜                          | 洪麗玉               |
| 2024年 | 三立台灣台 | 戲說台灣 - 帝爺公換子成龍                    | 蔡陳氏               |

### 廣 告
- 88年女性軍士官班招生代言
- skII美姿美儀教學影帶
- 蘇非商品發表會影帶
- 德國滴可明眼藥水
- 剋蟑剋蚊液
- 台中縣中小學鄉土教學錄影帶主持

### 台語配音
- 娘妻
- 女媧傳奇之靈珠
- 大唐雙龍傳
- 大秦直道
- 亂世豪門
- 大秦帝國之縱橫
- 笑傲江湖

### 其他
- 紅瓦民俗舞蹈團10週年舞劇-辦桌

## 外部連結
- 陳薏的Facebook專頁
- YouTube上的陳薏頻道